# Ctenus potteri
Ctenus potteri är en spindelart som beskrevs av Simon 1901. Ctenus potteri ingår i släktet Ctenus och familjen Ctenidae. Inga underarter finns listade i Catalogue of Life.